# 国家植物園駅
国家植物園駅（こっかしょくぶつえんえき）とは中華人民共和国北京市海淀区に位置する北京地下鉄西郊線の駅である。

## 駅構造
- 相対式ホーム2面2線を有する地上駅。

## 駅周辺
- 国家植物園

## 歴史
- 2017年12月30日 - 開業[3]。
- 2022年4月18日 - 駅名を国家植物園へ改称[1]。

## 隣の駅
北京地下鉄
■西郊線
万安駅 - 国家植物園駅 - 香山駅